# レコメンデッド・レコード
レコメンデッド・レコード（Recommended Records、RēR）は、1978年3月にニック・ホッブズとともにクリス・カトラーによって設立されたイギリスの独立系レコード・レーベルおよび配給ネットワークである。RēRは主に「ロック・イン・オポジション」およびそれに関連する音楽をフィーチャーしているが、他のインディペンデント・レーベルからリリースされた音楽も選りすぐって配給している。日本においては、レコメンデッド・レコードから作品を発表しているミュージシャンや、その関連バンド、類した音楽性を持つアーティストなどを総じて「レコメンディッド系」「レコメン系」と呼ぶことがある。
1982年にカトラーはレコメンデッド・レコードの出版部門であるノヴェンバー・ブックス (November Books)を設立。1985年から1997年の間にレコメンデッド・レコードとノヴェンバー・ブックスは、カトラーが編集した「季刊 (quarterly)」のサウンド・マガジンである『RēR Quarterly』を発行した。
1989年、レコメンデッド・レコードは「RēR Megacorp」として知られるようになり、1994年に180,000ポンドの収益を記録した。

## 略歴

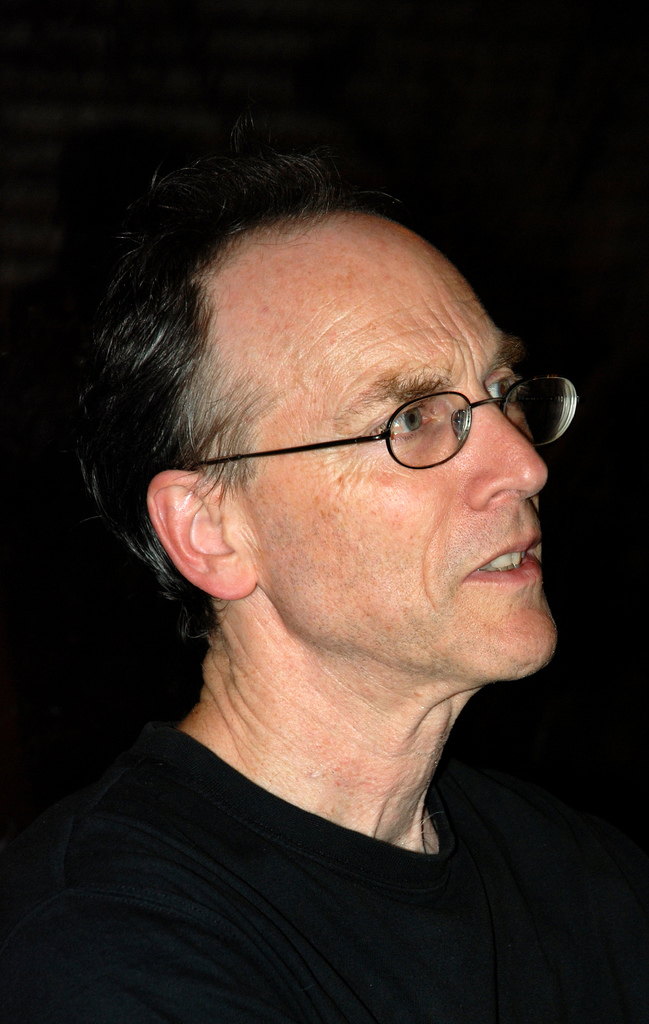
RēR創設者のクリス・カトラー（2007年11月）

イングランドのアヴァン・ロック・グループ、ヘンリー・カウが1975年から1977年の間にヨーロッパをツアーしたとき、彼らは自分たちと同じような状況にある数多くのバンドと出会った。彼らは音楽業界の外での活動を強いられ、業界は彼らの音楽を認めることを拒否していた。1978年にこれらのグループが集まり、ロック・イン・オポジション（RIO）が結成された。これらのアーティストにレコード・レーベルと配給ネットワークを提供するため、ヘンリー・カウのクリス・カトラーとヘンリー・カウのマネージャーであるニック・ホッブズが、非営利の音楽会社のモデルとしてレコメンデッド・レコード（RēR）を設立した。1979年後半にRIOが組織としての活動を終了したとき、RēRは残されたミュージシャンやグループを代表し、促進することでRIOの仕事を続けることとなった。RēRは「仮想RIO」にして「RIOの継続的な遺産の一部」となった。
レコメンデッド・レコードは、1978年のプライベート・レコード・レーベル「Ré」から、1989年に世界中にディストリビューターを擁する国際的に認められた独立系レコード会社である「RēR Megacorp」へと成長した。彼らは常に世界中から新しくて興味深い、そしてその多くはレコードをリリースすることができなかったかもしれないアーティストを紹介してきた。彼らは常にアーティストを第一に、商業的実行可能性を第二にしてきた。

## 名称の進化
ヘンリー・カウが1978年に解散したとき、クリス・カトラーは自分のプロジェクト用に「Ré」と呼ばれるレコード・レーベルを作成した。彼は自分が配給した作品を個人的に「推奨 (recommended)」したため、「Recommended Distribution」と呼ばれる物流部門を持った。その意図は、世界中からイギリスへ新しくて興味深い実験音楽を輸入して配給することにあった。
1979年、カトラーは自分以外のリリース用にレコメンデッド・レーベルを設立した。1987年に、彼は「Ré」とレコメンデッド・レーベルを組み合わせることで「RēR」をつくり出した。それと同時に「Recommended Distribution」は労働者による協同組合となり、カトラーがRéRレーベルの実行とRēRの通販カタログの作成に集中できるようにしていった。この取り決めは数年間有効であったが、1989年に「Recommended Distribution」からの巨額な未払いの借金により、カトラーは彼自身の配給システムを再開することを余儀なくされ、RēRは「RēR/Recommended」となった。「Recommended Distribution」はその後、提携レーベルの「These Records」へと姿を変えていった。そして「RēR/Recommended」は、ウェブサイトとオンライン・ショッピング施設を備えた「RēR Megacorp」として知られるようになっていった。

## インプリント
レコメンデッド・レコードには次のインプリント（傘下のサブレーベル・ブランド）がある。
- Points East - 中央ヨーロッパからの実験的な音楽をリリースするために設立
- Freedonia - かつてはプラスティック・ピープル・オブ・ザ・ユニヴァース、後にPůlnocによるレコードをリリースするために設立
- Political Underground - アンレスト・ワーク&プレイによるレコードをリリースするために設立
- Fred Records - フレッド・フリスのレコーディング作品のバック・カタログと、未発表音源の再リリースに特化
- This is! - ディス・ヒートのバック・カタログを再リリースするためにチャールズ・ヘイワードとチャールズ・バレンが設立

## 提携レーベル
実験的で、珍しく、革新的な音楽をプロモートするために、提携レーベルの配給ネットワークが世界中に存在している。これらのレーベルの多くは個別に運営していたが、共通の音楽的倫理を共有していた。これらの関連レーベルの一部は次の通り。
- アド・ホック・レコード (Ad Hoc Records) - RēRのアメリカ・レーベル
- ロクス・ソルス (Locus Solus) - レコメンデッド・レコード・ジャパン
- These Records - 独立系のイギリス・レーベルおよび通販ショップ
- RecRecミュージック (RecRec Music) - 独立系のスイス・レーベル、RēR・スイス（現在は活動していない）
- レヴュー・レコード (Review Records) - ReReドイツ、ドイツの独立レーベル
- ノー・マンズ・ランド (No Man's Land) - レヴュー（ReRe）レコードのインプリント
- AYAA - 独立系フランスのレーベルであるレコメンデッド・フランス（現在は活動していない）
- キュニフォーム・レコード (Cuneiform Records) - 米国の独立系レーベル、RēRの米国ディストリビューター

## 契約アーティスト
これらは、レコメンデッド・レコード・レーベルで音楽をリリースまたは再リリースしたアーティストの一部である。
- 5uu's
- アブソリュート・ゼロ (Absolute Zero)
- アフター・ディナー (After Dinner)
- AMM
- パオロ・アンジェリ (Paolo Angeli)
- アーケイン・デヴァイス (Arcane Device)
- アート・ベアーズ (Art Bears)
- バイオタ (Biota/Mnemonists)
- ブラスト (Blast)
- ピーター・ブレグヴァド (Peter Blegvad)
- アンディー・ボール (Andy Bole)
- ブレインヴィル3 (Brainville 3)
- カシーバー (Cassiber)
- リンジー・クーパー (Lindsay Cooper)
- クリス・カトラー (Chris Cutler)
- ピーター・キューザック (Peter Cusack)
- トーマス・ディミュジオ (Tom Dimuzio)
- トッド・ドックスターダー (Tod Dockstader)
- ボブ・ドレイク (Bob Drake)
- (ec) ヌーズ (The (ec) Nudes)
- ファット (Fat)
- ファウスト (Faust)
- ジャネット・フィーダー (Janet Feder)
- フレッド・フリス (Fred Frith)
- ルッツ・グランディーン (Lutz Glandien)
- ライト・コウオペレイション (Light Coorporation)
- Ground Zero
- Haco
- ヘイル (Hail)
- アルフレッド・ハルト (Alfred Harth)
- ヘンリー・カウ (Henry Cow)
- ティム・ホジキンソン (Tim Hodgkinson)
- ザ・ホモセクシャルズ (The Homosexuals)
- ロベルト・イオリニ (Robert Iolini)
- カラハリ・サーファーズ (Kalahari Surfers)
- キープ・ザ・ドッグ (Keep the Dog)
- エルネー・キラーイ (Erno Kiraly)
- ボリス・コヴァッチ (Boris Kovač)
- レ・カトル・ギタリスト・ド・ラポカリプソ・バール (Les 4 Guitaristes de l'Apocalypso-Bar)
- スティーヴ・マクリーン (Steve MacLean)
- クリスチャン・マークレイ (Christian Marclay)
- アルベール・マルクール (Albert Marcoeur)
- エリオ・マルトゥッシエッロ (Elio Martusciello)
- マサカー (Massacre)
- R・スティーヴィー・ムーア (R. Stevie Moore)
- ロベルト・ムッシ (Roberto Musci)
- ザ・ネックス (The Necks)
- ニューズ・フロム・ベイブル (News from Babel)
- オッサトゥーラ (Ossatura)
- ジョン・オズワルド (John Oswald)
- P53
- ジーナ・パーキンス (Zeena Parkins)
- レセホ・ランポロケン (Lesego Rampolokeng)
- ジェームズ・ライカート (James Reichert)
- リポルタズ (Reportaż)
- ジョセリン・ロバート (Jocelyn Robert)
- ジョン・ローズ (Jon Rose)
- ザ・サイエンス・グループ (The Science Group)
- スケルトン・クルー (Skeleton Crew)
- スラップ・ハッピー (Slapp Happy)
- サン・ラ (Sun Ra)
- タンガタマヌ (Tangatamanu)
- リチャード・トライソール (Richard Aaker Trythall)
- シンキング・プレイグ (Thinking Plague)
- ディス・ヒート (This Heat)
- ジャック・ヴィーズ (Jack Vees)
- ミヒャエル・フォークト (Michael Vogt)
- ヴリル (Vril)
- チャールズ・ヴルタチェク (Charles Vrtacek)
- ローレン・ワインガー (Lauren Weinger)
- ウェン (When)
- ワンダーブラス (Wondeurbrass)
- ZGA
- ZNR

## RēR コンピレーション・アルバム
- Various Artists: 『レコメンディッド・レコーズ・サンプラー』 - Recommended Records Sampler (1982年、Recommended Records) ※2xLP
- Various Artists: Recommended Records Sampler (1982年、Recommended Records) ※EP
- Various Artists: RēR Quarterly (1985年–1997年、Recommended Records) ※LP/CD + 雑誌